# J. C. Jackson
Pour les articles homonymes, voir Jackson.
(en) Statistiques sur pro-football-reference
Jerald Christopher Jackson, né le 17 novembre 1995 à Immokalee, est un sportif professionnel américain de football américain. Il joue au poste de Cornerback dans la National Football League (NFL) depuis la saison 2018.
Non sélectionné lors de la draft 2018, il est engagé par la franchise des Patriots de la Nouvelle-Angleterre avec qui il remporte le Super Bowl LIII au terme de sa saison rookie. Il rejoint les Chargers de Los Angeles en 2022 mais retourne chez les Patriots en octobre 2023 à la suite d'un échange.
Libéré en mars 2024, il devient agent libre.

## Biographie

### Carrière professionnelle

#### Patriots de la Nouvelle-Angleterre
Jackson n'est pas sélectionné lors de la draft 2018 de la NFL, mais signe néanmoins par la suite un contrat de trois ans avec les Patriots de la Nouvelle-Angleterre. Après de bonnes performances lors des matchs préparatoires, il réussit à intégrer l'équipe principale des Patriots pour le début de la saison 2018.
Au terme de son année rookie, Jackson et les Patriots remportent le Super Bowl LIII en battant les Rams de Los Angeles Rams sur le score de 13 à 3.

#### Chargers de Los Angeles
Après quatre saisons chez les Patriots, il devient agent libre et signe un contrat de 5 ans pour un montant de 82,5 millions de dollars avec les Chargers de Los Angeles.